# Lasiocnemus lugens
Lasiocnemus lugens là một loài ruồi trong họ Asilidae. Lasiocnemus lugens được Loew miêu tả năm 1858. Loài này phân bố ở vùng nhiệt đới châu Phi.